# 聖若望主教座堂 (斯海爾托亨博斯)

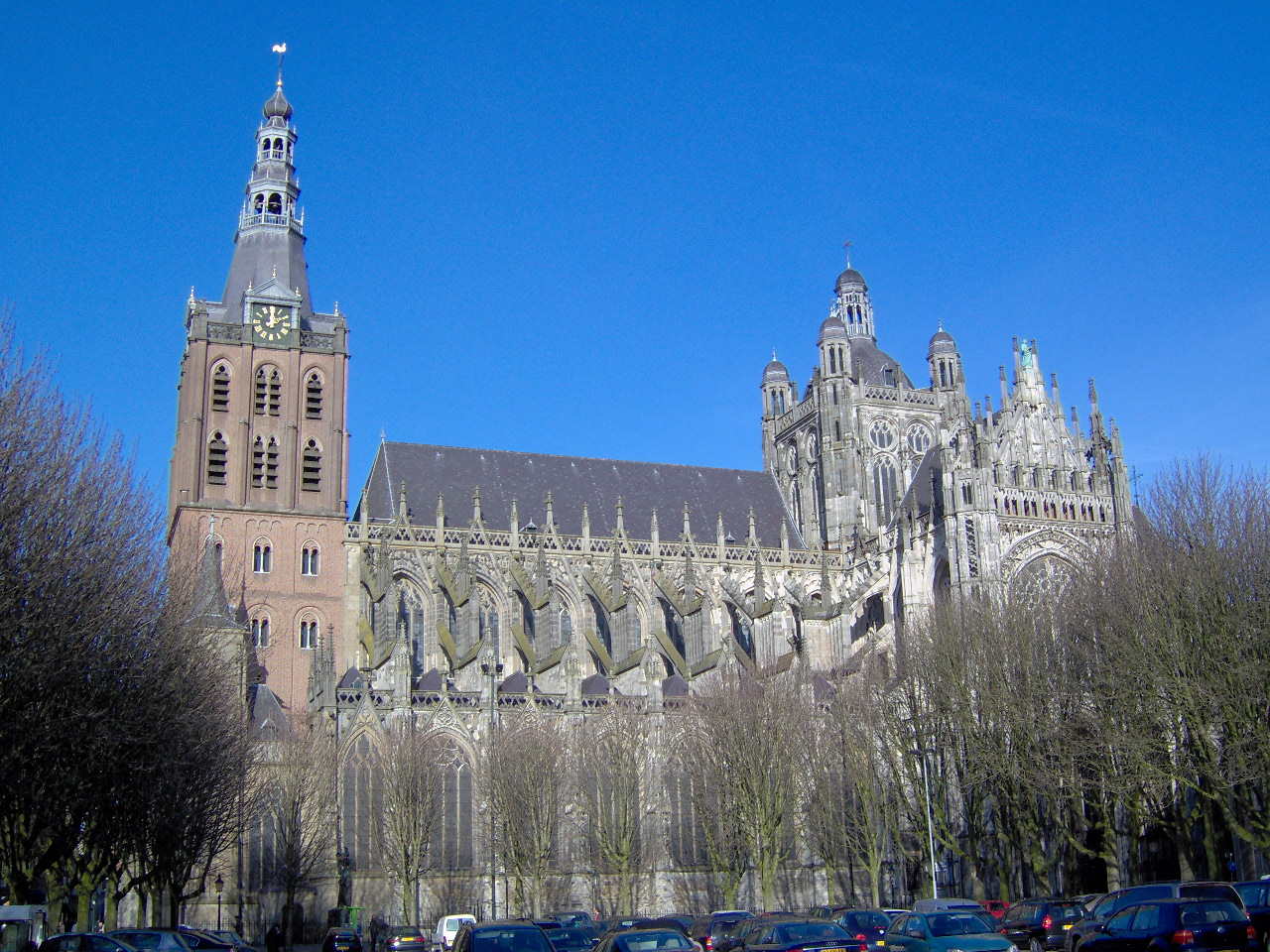
聖若望主教座堂

聖若望主教座堂（Sint-Janskathedraal）是荷蘭南部北布拉班特省斯海爾托亨博斯的一座羅馬天主教的主教座堂。該教堂的外觀屬於哥特式建築，內部裝飾豐富多樣。大教堂全長115（377英尺），寬62（203英尺）。教堂的高塔高達73（240英尺），是荷蘭最大的天主教堂。

## 外部連結
- Official website of the St. John's Cathedral (Dutch) （页面存档备份，存于）
- Sounds of the St. John's Cathedral